# Композитен материал
Композитен материал (наричан още композиционен материал или накратко композит) е материал, направен от два или повече съставни материали със значително различни физични или химични свойства, които заедно изграждат материал със свойства, различни от тези на отделните компоненти. Отделните компоненти остават единични и различими в завършената структура.
Новият материал може да бъде за предпочитане по много причини: най-честите примери са на материали с по-висока якост, по-голяма лекота и по-евтини в сравнение с традиционните материали.
Примери за композитни материали са:
- Армирани Бетони и зидарии
- Композитен дървен материал, като шперплат
- Усилени пластмаси, като армирани полимерни или фибростъкло
- Керамични матрични композитни материали (композитни-керамични и метални матрици)
- Композити с метална матрица
- и други съвременни композитни материали

Композитни материали обикновено се използват за строеж на сгради, мостове и съоръжения, като плувни басейни, състезателни коли, душ кабини, вани, резервоари, изкуствен мрамор за мивки и плотове.
Най-съвременните приложения са в космически кораби и самолети.